# Cristian Sârghi
Cristian Sârghi (* 22. Februar 1987 in Galați) ist ein rumänischer ehemaliger Fußballspieler.

## Karriere
Im Januar 2007 kam Sârghi zu Oțelul Galați. Von Anfang an war er Ergänzungsspieler und kam in etwa der Hälfte der Spiele zum Einsatz. Mit der Meisterschaft 2011 gewann er seinen ersten Titel. Im Sommer 2014 verließ er nach mehr als sieben Jahren Oțelul und wechselte zu Maccabi Netanja nach Israel. Er sicherte sich mit dem Aufsteiger in der Abstiegsrunde 2014/15 den Klassenverbleib. Anschließend verließ er den Klub wieder und kehrte nach Rumänien zurück, wo er sich CS Concordia Chiajna anschloss. Anfang 2016 heuerte Sârghi bei Ermis Aradippou in der zyprischen First Division an. In der Spielzeit 2015/16 erreichte er mit seiner Mannschaft den Klassenerhalt. Im Januar 2017 wurde sein Vertrag aufgelöst. Ende März 2017 verpflichtete ihn der abstiegsbedrohte rumänische Erstligist Pandurii Târgu Jiu. Er kam in der Abstiegsrunde 2016/17 jedoch nur einmal zum Einsatz. Im Sommer 2017 verließ er den Klub zu Ligakonkurrent Gaz Metan Mediaș.

## Erfolge
- Rumänischer Meister: 2011